# نيموديبين
نيموديبين (يسوق من قبل شركة باير تحت الاسم التجاري نيموتوب Nimotop) هو دواء من أدوية محصرات قنوات الكالسيوم من نمط ثنائي هيدرو البيريدين. كان يستعمل في الماضي لمعالجة فرط ضغط الدم. ولكنه حاليا يستخدم لحالات النزف تحت العنكبوتية، والعنكبوتية هي طبقة من طبقات السحايا التي تغطي المخ

## كيمياء فراغية
نيموديبين يحتوي على مركز ضوئي ويتكون من متصاوغين ضوئيين اثنين، وهو مزيج راسيمي، أي خليط 1: 1 من شكلي ( R ) و ( S ) - :
| متصاوغا نيموديبين      | متصاوغا نيموديبين      |
| ---------------------- | ---------------------- |
| CAS-Nummer: 77940-92-2 | CAS-Nummer: 77940-93-3 |